# Barbara Piasecka Johnson
Barbara Piasecka Johnson z domu Piasecka (ur. 25 lutego 1937 w Staniewiczach, zm. 1 kwietnia 2013 w Sobótce) – polska i amerykańska historyczka sztuki, przedsiębiorczyni, filantropka, kolekcjonerka.

## Życiorys
Po zmianach granic państwowych w 1945 rodzina Piaseckich osiedliła się w Zacharzycach. Absolwentka historii sztuki Uniwersytetu Wrocławskiego. Kontynuowała studia w Rzymie, po czym wyjechała do Stanów Zjednoczonych. Zatrudniona przez ówczesną żonę Johna Sewarda Johnsona I jako kucharka, Barbara jednak nie potrafiła dobrze gotować i wkrótce została pokojówką. Po roku zrezygnowała z pracy pokojówki. John Seward Johnson zaproponował jej, zgodne z wykształceniem, stanowisko kuratorki swej nowej kolekcji dzieł sztuki. W roku 1971 została jego trzecią żoną. Małżeństwo to trwało 12 lat, do śmierci męża w roku 1983, po czym rozpoczął się proces sądowy wytoczony przez dzieci Johnsona w sprawie majątku, w tym koncernu Johnson & Johnson. Proces zakończył się przyznaniem Barbarze 350 milionów dolarów i po 30 mln dla każdego z dzieci Johnsona. Barbara odziedziczony majątek powiększyła. 
W 2001 „Forbes” zaliczył Barbarę Piasecką Johnson do 20 najbogatszych kobiet na świecie. W 2011 Barbara Piasecka Johnson znalazła się na 393. miejscu wśród najbogatszych ludzi na świecie według czasopisma „Forbes”. Jej majątek szacowany był na 2,9 miliarda USD. Po śmierci męża przebudowała rodzinną posiadłość w Princeton i nazwała ją Jasna Polana. W jej kolekcji dzieł sztuki znalazł się m.in. obraz Święta Prakseda przypisywany J. Vermeerowi, obrazy Artemisii Gentileschi, Fra Filippo Lippi. Części tej kolekcji były prezentowane na wystawach muzealnych, m.in. dwukrotnie w Zamku Królewskim. Mieszkała w Monte Carlo, a kilka ostatnich lat życia w Polsce, w Sobótce. Założyła w 1974 r. The Barbara Piasecka Johnson Foundation finansującą m.in. edukacyjne pobyty polskich naukowców i studentów w USA. Uczestniczyła w wielu akcjach dobroczynnych w Polsce, m.in. była fundatorką Domu Matki i Dziecka w Gnieźnie oraz gdańskiego Instytutu Wspomagania Rozwoju Dziecka (pomagającego dzieciom ze spektrum autyzmu) oraz współfundatorką legnickiego ośrodka diagnostyki onkologicznej. Przekazała dzieła sztuki na rzecz Zamku Królewskiego, finansowała też kaplicę klasztoru Jasnej Góry.
Została pochowana na cmentarzu św. Wawrzyńca we Wrocławiu.

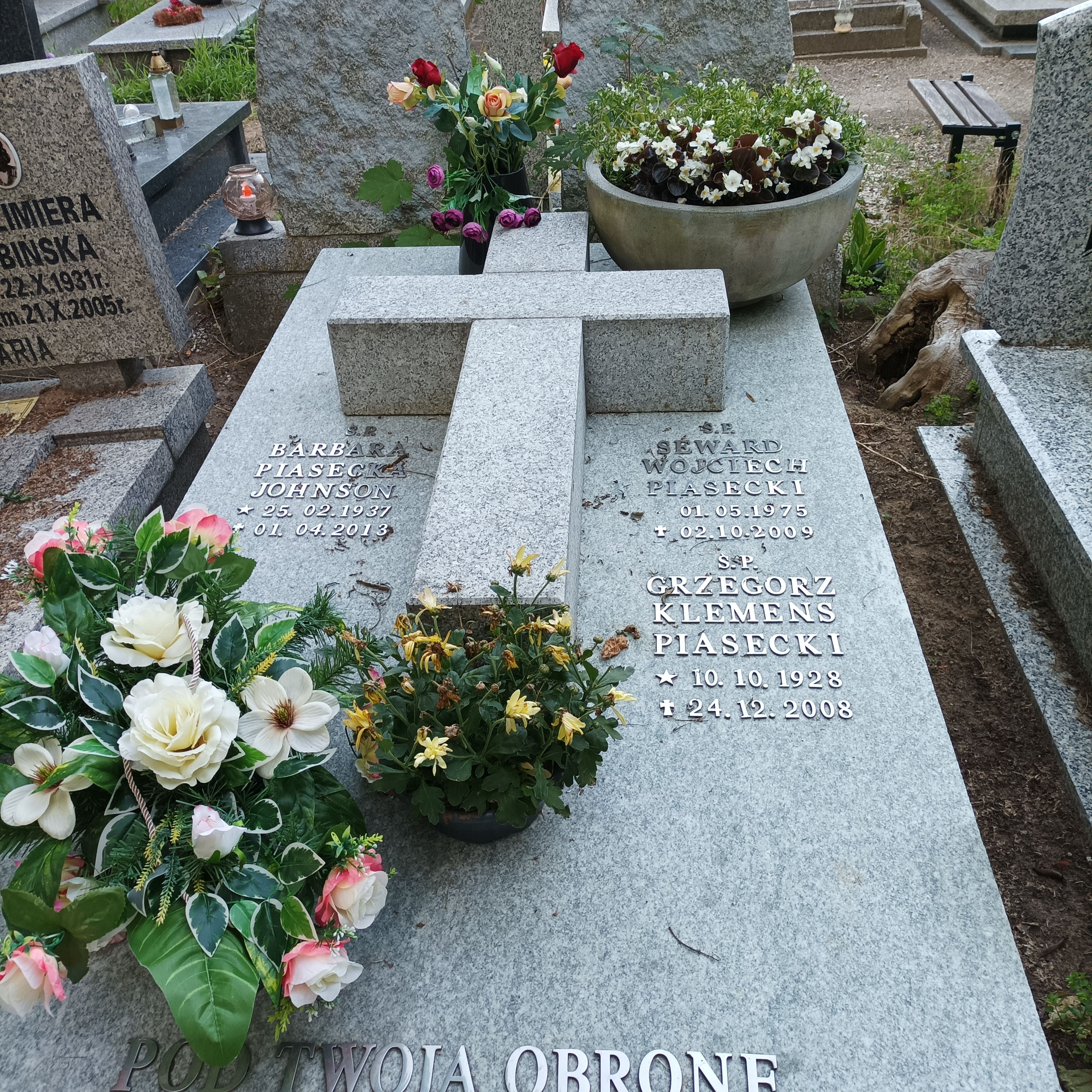
Grób Barbary Piaseckiej-Johnson na cmentarzu św. Wawrzyńca we Wrocławiu